# Austraeolis
Austraeolis is een geslacht van weekdieren uit de klasse van de Gastropoda (slakken).

## Soorten
- Austraeolis benthicola Burn, 1966
- Austraeolis catina Ev. Marcus & Er. Marcus, 1967
- Austraeolis ornata (Angas, 1864)
- Austraeolis stearnsi (Cockerell, 1901)